# Woob (compositeur)
Pour les articles homonymes, voir Woob (homonymie).
Woob (Paul Frankland) est un compositeur anglais de musique ambient célèbre pour sa collaboration avec le label Em:t Records durant les années 1990. Il se fait également connaitre sous les pseudonymes Journeyman et Max & Harvey. Il fait son retour en 2009 avec de nouveaux morceaux et plusieurs ré-éditions.

## Discographie

### Albums
- Woob 1194 (Em:t Records, Instinct Records, 1994)
- Woob² 4495 (Em:t Records, 1995)
- Woob 1194 (re-édition, Bigamoebasounds, 2009)
- Repurpose (Bigamoebasounds, 2010)
- Paradigm Flux (Bigamoebasounds, 2010)

### Singles/EP
- Planet Woob (cassette-only demo tape, 1993)
- Void, Part 2 (Beeswax Records, 1994)
- Odonna (Bells Mix) EDIT (Bigamoebasounds, 2009)
- EP1 (Bigamoebasounds, 2009)
- Giant Stroke (Bigamoebasounds 2009)
- UNKNOWN QUANTITY (Bigamoebasounds 2010)